# Borys Awruch
Borys Awruch (ur. 8 stycznia 1978 w Karagandzie) – izraelski szachista, trener szachowy (FIDE Senior Trainer od 2012), arcymistrz od 1997 roku.

## Kariera szachowa
W roku 1990 zdobył tytuł mistrza świata juniorów do lat 12. Od roku 1995 na arenie międzynarodowej reprezentuje barwy Izraela. W latach 1998–2008 wziął udział we wszystkich sześciu olimpiadach szachowych, zdobywając indywidualnie dwa medale: złoty (1998, za uzyskany wynik 8 pkt w 10 partiach na VI szachownicy) oraz brązowy (2006, na IV szachownicy). W roku 2005 wystąpił w narodowej ekipie na drużynowych mistrzostwach świata w Beer Szewie, zdobywając brązowy medal za osiągnięty wynik na IV szachownicy. Jest również czterokrotnym srebrnym medalistą drużynowych mistrzostw Europy: dwukrotnie drużynowym (2003, 2005) oraz dwukrotnie indywidualnym (2005, na IV szachownicy oraz za wynik rankingowy).
Odniósł szereg sukcesów w turniejach międzynarodowych, zwyciężając bądź dzieląc I miejsca m.in. w Wijk aan Zee (2000, turniej B, wspólnie z Siergiejem Tiwiakowem i Aleksandrem Oniszczukiem), Biel/Bienne (2000, 2002, 2004 oraz 2006), Andorze (2001), Tel Awiwie (2002, mistrzostwa Izraela), Benidormie (2008, wspólnie z m.in. Władimirem Burmakinem), Kopenhadze (2009, turniej Politiken Cup, wspólnie z Parimarjanem Negim) oraz Zurychu (2009, wspólnie z Ołeksandrem Areszczenko).
W roku 2001 wystąpił na rozegranych w Moskwie mistrzostwach świata systemem pucharowym, ale w I rundzie przegrał z Bartłomiejem Macieją i odpadł z dalszych rozgrywek.
Najwyższy ranking w dotychczasowej karierze osiągnął 1 września 2009 r., z wynikiem 2668 punktów zajmował wówczas 60. miejsce na światowej liście FIDE.